# Дечен Вангмо (политик)
Дечен Вангмо (англ. Dechen Wangmo; род. в 1976 году) — бутанский политик, министр здравоохранения Бутана с 2018 года. Член Национальной ассамблеи Бутана.

## Биография
Дечен Вангмо получила степень бакалавра наук в области сердечно-лёгочной реанимации в Северо-Восточном университете в Бостоне, США. Затем получила степень магистра общественного здравоохранения в Йельском университете.
Вангмо является членом социально-демократической Объединённой партии Бутана. На выборах 2018 года была избрана в Национальную ассамблею. Она набрала 2276 голосов, одержав победу над кандидатом от Партии мира и процветания Лили Вангчук.
3 ноября 2018 года премьер-министр страны Лотай Церинг объявил состав своего нового кабинета — Дечен Вангмо была назначена министром здравоохранения. 7 ноября она была приведена к присяге.
Пребывая в должности министра здравоохранения Бутана, принимала участие в 74-й Всемирной ассамблее здравоохранения и на Первом пленарном заседании, которое состоялось 24 мая 2021 г., была избрана Председателем Всемирной ассамблеи здравоохранения сроком на 1 год.